# Bionoblatta itatiayae
Bionoblatta itatiayae är en kackerlacksart som först beskrevs av Miranda Ribeiro 1936.  Bionoblatta itatiayae ingår i släktet Bionoblatta och familjen jättekackerlackor. Inga underarter finns listade.